# Zwitserland van A tot Z

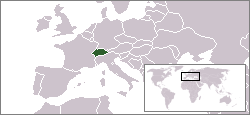
Locatie van Zwitserland

- Zie ook : Portaal:Zwitserland

## A
Geografie
Aarberg (gemeente)
- Aarberg (district)
- Aare
- Aareschlucht
- Aarau (district)
- Aarau (stad)
- Aargau
- Aarmassief
- Aarwangen (district)
- Adelboden
- Aeschi bei Spiez
- Affoltern im Emmental
- Aigle
- Albulapas
- Albulaspoorlijn
- Aletschgletsjer
- Aletschhorn
- Alpe Gesero
- Altdorf (Uri)
- Alttoggenburg
- Alpen
- Alpe Gesero
- Alpe di Neggia
- Andelfingen (district)
- Appenzell
- Appenzell (kanton)
- Appenzell Ausserrhoden
- Appenzell Innerrhoden
- Arbon
- Arlesheim (district)
- Arpitanië
- Avenches (gemeente)
- Aubonne (district)
- Autavaux
- Avenches (district)
Personen
Max Abegglen 
- Gustave Ador
- Niki Aebersold
- Georges Aeby
- François Affolter
- Louis Agassiz
- Manuel Akanji 
- Alastis
- Michael Albasini
- Simon Ammann
- Ursula Andress
- Ernest Ansermet
- Charles Antenen
- Lys Assia
Overig
ADM (motorfiets)
- Allegro (motorfiets)
- Stadion Allmend
- AMI (Zürich)
- Appenzeller sennenhond
- Armec
- Automobile Monteverdi
- Autosalon van Genève
- Apollyon Sun

## B
Geografie
Baden (district, Zwitserland)
- Baden (kanton)
- Bargen (Bern)
- Bazel (kanton)
- Bazel (stad)
- Basel-Landschaft (kanton)
- Bazel-Stad (kanton)
- Bellinzona
- Bellinzona (kanton)
- Bern (district)
- Bern (kanton)
- Bern (stad)
- San Bernardinopas
- Grote Sint-Bernhardpas
- Berner sennenhond
- Bernina (district)
- Berninapas
- Biel (district)
- Biel
- Meer van Biel
- Bietschhorn
- Bilten
- Birs
- Bischofszell (district)
- Blenio (district)
- Blenio (gemeente)
- Blüemlisalp 
- Bodenmeer
- Bollion
- Boudry (district)
- Braunwald
- Meer van Brienz
- Brig (district)
- Brig (gemeente)
- Broye (Zwitserland)
- Brugg (district)
- Bucheggberg
- Büren (district)
- Burgdorf (district)
- Bussy (Fribourg)
Personen
Niklaus Franz von Bachmann
- Jean Balissat
- Hans Urs von Balthasar
- Heinz Barmettler
- Karl Barth
- Johannes Baumann
- Félix Bédouret
- Stefan Bellmont
- Diego Benaglio
- Albert Benz (componist)
- Bruno Berner
- Daniel Bernoulli
- Jakob Bernoulli
- Johan Bernoulli
- Nikolaus I Bernoulli
- Berthold V van Zähringen
- Rubens Bertogliati
- Theodorus Beza
- Alfred Bickel
- Thomas Bickel
- Ernst Biedermann
- Barbara Blatter
- Sepp Blatter
- Eugen Bleuler
- Ernest Bloch
- Christoph Blocher
- Godefroy de Blonay
- Roger Bocquet
- Roger Bonvin
- Jean Bourgknecht
- Bruno Boscardin
- René Botteron
- John Brack
- Nicole Brändli
- Josias Braun-Blanquet
-  Georges Bregy 
- Beat Breu
- Ernst Brugger
- Martin Brunner
- Patrick Bühlmann
- Heinrich Bullinger
- Jacob Burckhardt
- Erich Burgener 
- Hans-Peter Burri
- Massimo Busacca
- Rolf Büttiker
Overig
Ballenberg
- Bärengraben 
- BärenPark 
- Kastelen van Bellinzona
- Beo (motorfiets)
- Oude binnenstad van Bern
- Berna Biotech
- Bernina-Bahn
- Fondation Beyeler
- BLS AG
- Bondsbrief van 1291
- Bondskanselier (Zwitserland)
- Bondsraad (Zwitserland)
- BPR (motorfiets)
- Breitling
- Brig-Visp-Zermatt-Bahn
- Stadion Brügglifeld

## C
Geografie
Calanda (berg)
- Châbles
- Châtel-Saint-Denis
- Châtillon (Fribourg)
- Cheiry
- Cheyres
- Chur
- Édouard Claparède
- Conthey (district)
- Cossonay (district)
- Crans-Montana
- Cugy (Fribourg)
Personen
Patrick Calcagni
- Micheline Calmy-Rey
- Felix-Louis Calonder
- Johannes Calvijn
- Oscar Camenzind
- Fabian Cancellara
- Elias Canetti
- Fabio Celestini
- Enrico Celio
- Franco Cesarini
- Bernard Challandes 
- Stéphane Chapuisat
- Paul Chaudet
- Georges-André Chevallaz
- Davide Chiumiento
- Ernest Chuard
- Claudio Circhetta
- Aurélien Clerc
- Fabio Coltorti
- Alexandre Comisetti
- David-Louis Constant de Rebecque
- Giorgio Contini
- Le Corbusier
- Yves Corminboeuf
- Moreno Costanzo
- Flavio Cotti
- Pascal Couchepin
- François Courvoisier
Overig
Cartier
- Chablais
- Chasa Mengelberg
- Kasteel van Chillon
- CityNightLine
- Cobra (tram) 
- Commandocentrum K20 
- Compagnie générale de navigation sur le lac Léman
- Condor (Courfaivre)
- Confederatie
- Cosmos (motorfiets)

## D
Geografie
Davos
- Delémont (district)
- Delémont (stad)
- Delley-Portalban
- Dent Blanche
- Diessenhofen (district)
- District (Zwitserland)
- Dom (berg)
- Domdidier
- Dompierre (Fribourg)
- Dorneck
- Doubs (rivier)
- Dreiländerspitze
- Dufourspitze
- Duilio
- Duss
- Dürrenroth
Personen
Justus Dahinden
- Erich von Däniken
- Chantal Daucourt
- Camille Decoppet
- David Degen
- Philipp Degen
- Joseph Deiss
- Jean-Pascal Delamuraz
- Lisa Della Casa
- Otto Demarmels 
- Jean-Frédéric von Diesbach
- Walter Dietrich
- Ruth Dreifuss
- Drs. P
- Daniel-Henri Druey
- Laurent Dufaux
- Guillaume Henri Dufour
- Henri Dunant
- Friedrich Dürrenmatt
- Blerim Džemaili
Overig
Darling
- Darwin Airline
- De Beers
- Departement van Binnenlandse Zaken (Zwitserland)
- Departement van Buitenlandse Zaken (Zwitserland)
- Departement van Defensie, Volksverdediging en Sport
- Departement van Economische Zaken (Zwitserland)
- Departement van Financiën (Zwitserland)
- Departement van Justitie en Politie
- Departement van Milieu, Verkeer, Energie en Communicatie
- Dufaux

## E
Geografie
Echallens (district)
- Ecône
- Eiger (Zwitserland)
- Einsiedeln (district)
- Emme
- Emmental (Zwitserland)
- Engadin
- Engelberg
- Engelberger Rotstock
- Entremont
- Eriswil
- Ermatingen
- Estavayer-le-Lac
- Evolène
Personen
Alphons Egli
- Beatrice Egli
- Karl Ehrenbolger
- Martin Elmiger
- Rudolf Elsener
- Karl Engel
- Hans Conrad Escher vom Luchs senior
- Josef Escher
- Antonio Esposito 
- Philipp Etter
- Leonhard Euler
Overig
EasyJet Switzerland
- Ecomobile
- Egli
- Elm (Glarus)
- Emmental (kaas)
- Entlebucher sennenhond
- ETH Zürich
- Europees kampioenschap voetbal 2008
- Eurovisiesongfestival 1989
- Expo.02

## F
Geografie
Fétigny (Fribourg)
- Finsteraarhorn
- Flüelapas
- Flüela Schwarzhorn
- Font (Fribourg)
- Col de la Forclaz (Zwitserland)
- Forel (Fribourg)
- Fluchthorn
- Flüela Schwarzhorn
- Flüelapas
- Franches-Montagnes
- Frauenfeld (district)
- Frauenfeld (stad)
- Fricktal (kanton)
- Fribourg (kanton)
- Fribourg (stad)
- Frutigen (gemeente)
- Frutigen (district)
- Furkapas
Personen
Paul Fässler 
- Louis Favre
- Lucien Favre 
- Roger Federer
- Martin Feigenwinter
- Walter Fernandez
- Urs Fischer
- Théodore Flournoy
- Marc Forster
- Stefano Franscini
- Marie-Louise von Franz
- Alexander Frei
- Max Frei
- Frère Roger
- Urs Freuler
- Friedrich Frey-Herosé
- Rudolf Friedrich
- Max Frisch
- Thomas Frischknecht
- Kurt Furgler
- Furbaz
- Jonas Furrer
- Silvia Fürst
Overig
Fendant
- Fiducia
- Flora Helvetica
- Flybaboo
- Fondation Beyeler
- Forster
- Fox-Warner
- Dampfbahn Furka-Bergstrecke

## G
Geografie
Gandria
- Gaster
- Genève (stad)
- Genève (kanton)
- Station Genève-Cornavin
- Meer van Genève
- Gland
- Glâne
- Glarus (Zwitserland)
- Glarus (kanton)
- Glaspas
- Gemeenten van het kanton Glarus
- Gletsch
- Gletterens
- Goetheanum
- Gösgen
- Gossau (district)
- Graubünden
- Grand Combin
- Griespas
- Grimentz
- Grindelwald
- Grimselpas
- Grossaffoltern
- Gross Fiescherhorn 
- Grote Sint-Bernhardpas
- Gruyère
- Gruyères (Zwitserland)
- Grünhorn
- Gstaad
Personen
Patrick Gallati
- Johan Gamper
- Daniela Gassmann
- Johannes Gessner
- Alberto Giacometti
- Mauro Gianetti
- Fabian Giger
- Hans Rüdi Giger
- Daniel Gisiger
- Gilbert Glaus
- Gottardo Gottardi
- Toulo de Graffenried
- Marco Grassi
- Grauzone
- Robert Grimm
- Charles-Jules Guiguer de Prangins
- Gunvor
Overig
Conventies van Genève
- Geschiedenis van Appenzell Ausserrhoden
- Geschiedenis van Appenzell Innerrhoden
- Geschiedenis van Graubünden
- Geschiedenis van Neuchâtel (kanton)
- Geschiedenis van Nidwalden
- Geschiedenis van Sankt Gallen (kanton)
- Geschiedenis van Ticino
- Geschiedenis van Uri
- Geschiedenis van Zug (kanton)
- Geschiedenis van Zwitserland
- Geschiedenis van Zürich (kanton)
- Grote Prijs Gippingen
- Glacier Express
- Godsdienst in Zwitserland
- Gotthardtunnel
- Grasshopper-Club Zürich
- Grote Zwitserse sennenhond
- Charles-Edouard Guillaume
- G&G

## H
Geografie
Hahnen
- Herisau
- Hinter Fiescherhorn 
- Hinwil (district)
- Höfe
- Horgen (district)
- Huttwil
Personen
Bernt Haas
- Heinrich Häberlin
- Albrecht von Haller
- Barbara Heeb
- Stéphane Henchoz
- Heinz Hermann
- Hermann Hesse
- Martina Hingis
- Jean-Pierre Hocké
- Marc Hodel
- Hector Hodler
- Arthur Hoffmann
- Albert Hofmann
- Thomas Holenstein
- Heinz Holliger
- Willem-Jan Holsboer
- Arthur Honegger
- Fritz Honegger
- Roger Honegger
- Annemarie Huber-Hotz
- Christian Huber
- Henri Huber
- Karl Huber
- Paul Huber
- Philipp Huber
- Robert Huber
- Stefan Huber
- Urs Huber
- Andy Hug
- Hans Hürlimann
Overig
Habichtsburg
- Halfkanton
- Hämmerli
- Helvetia (motorfiets)
- Helvetic Airways
- Helvetische Republiek
- Hero
- Hispano Suiza
- Hoffmann-Grimm-Affaire

## I
Geografie
Imholz
- Inn (district)
- Inn
- Interlaken
Personen
Heinz Imboden
- Ulrich Inderbinen
- Reto Indergand
- Johannes Itten
Overig
ISO 3166-2:CH

## J
Geografie
Julierpas
- Jungfrau
- Jura (gebergte)
- Jura (kanton)
Personen
Neel Jani
- Rolf Järmann
- Daniel Jeandupeux 
- Fabian Jeker
- Philippe Jordan
- Francine Jordi
- Carl Gustav Jung
- Patrick Juvet
Overig
St. Jakob Park
- Jungfrau-Aletsch

## K
Geografie
Kallnach
- Kandergrund
- Kandersteg
- Kanton (Zwitserland)
- Kappelen (Zwitserland)
- Klausenpas
- Kleine Scheidegg
- Konolfingen (district)
- Elisabeth Kopp
- Kriens (gemeente)
- Kulm
- Küssnacht am Rigi
Personen
Gottfried Keller
- Willy Kernen
- Paul Klee
- Melchior Josef Martin Knüsel
- Karl Kobelt
- Hugo Koblet
- Arnold Koller
- Marcel Koller
- Viktor Kortsjnoj
- Christian Kracht
- Edmond Kramer
- Franz Krienbühl
- Ferdi Kübler
Overig
Kantonsraad
- Kapelbrug
- Kasteel van Chillon
- Keller

## L
Geografie
La Chaux-de-Fonds (district)
- La Vallée
- Lago Maggiore
- Laufen (district)
- Laupen (district)
- Lausanne (district)
- Lausanne
- Lauterbrunnen
- Lavaux
- Lebern
- Léchelles
- Léman (kanton)
- Leuk (district)
- Liestal (district)
- Liestal
- Ligerz
- Limmat
- Linth (rivier)
- Linth (kanton)
- Linthal (Glarus)
- Locarno (stad)
- Locarno (district)
- Luchsingen
- Lugano (district)
- Lugano (kanton)
- Lugano (stad)
- Meer van Lugano
- Lukmanierpas
- Lully (Fribourg)
- Luzern (stad)
- Luzern (kanton)
- Lützelflüh
- Lyss
Personen
Johann Heinrich Lambert
- Stéphane Lambiel
- Johann Kaspar Lavater
- Kathy Leander
- Jean-Xavier Lefèvre
- Stephan Lehmann
- Giuseppe Lepori
- Moritz Leuenberger
- Katrin Leumann
- Rudolf Leuzinger
- Pepe Lienhard
- David Loosli
- Thomas Lüthi
Lijsten
Lijst van bondspresidenten van Zwitserland
- Lijst van musea in Zwitserland
- Lijst van presidenten van de Kantonsraad
- Lijst van presidenten van de Nationale Raad
- Lijst van presidenten van de Tagsatzung
- Lijst van grote steden in Zwitserland
- Lijst van vlaggen van Zwitserse kantons
- Lijst van Zwitserse bergpassen
- Lijst van Zwitserse gletsjers
- Lijst van Zwitserse generaals
- Lijst van Zwitserse kazen
- Lijst van Zwitserse meren
- Lijst van Zwitserse rivieren
- Lijst van Zwitserse spoorwegmaatschappijen
Overig
Landammann
- LCR
- BLS Lötschbergbahn

## M
Geografie
Lago Maggiore
- Malojapas
- Maloja (district)
- Maneschi
- Martigny (district)
- Mase (plaats)
- Matterhorn
- Meikirch
- Mendrisio (district)
- Mendrisio (stad)
- Ménières
- Moko
- Mollis
- Montagny (Fribourg)
- Montbrelloz
- Mont Brulé
- Monte Rosa
- Les Montets
- Monthey (district)
- Montreux
- Morges
- Moudon (district)
- Moutier (Bern)
- Morens (Fribourg)
- Mönch
- Murist
- Murten
- Meer van Murten
- Münchwilen (district)
Personen
Erich Mächler
- Jean-Paul Marat
- Xavier Margairaz
- Frank Martin (componist)
- Giuseppe Mazzarelli 
- Brigitte McMahon
- Paola del Medico
- Dominik Meichtry
- Armin Meier
- Roland Meier
- Urs Meier
- Christoph Meili
- Hans-Rudolf Merz
- Ruth Metzler-Arnold
- Johann Friedrich Miescher
- Vadim Milov
- Robert Miles
- Rudolf Minger
- Sven Montgomery
- Alexandre Moos
- Ludwig von Moos
- Steve Morabito
- Giuseppe Motta
- Eduard Müller
- Jörg Müller
- Martin Josef Munzinger
- Jean-Marie Musy
Overig
MADC
- Mediationsakte
- Moko
- Monte San Giorgio
- Automobile Monteverdi
- Moser (St. Aubin)
- Moto Genève
- Moto-Rêve
- Motoclette
- Motosacoche
- Mountainbike, nationale kampioenschappen
- Mowag
- Mystery park

## N
Geografie
Nadelhorn
- Neuchâtel (stad)
- Neuchâtel (kanton)
- Meer van Neuchâtel
- Neutoggenburg
- Nidwalden
- Niederried bei Kallnach
- Niedersimmental
- Nufenenpas
- Nuvilly
- Nyon
Personen
Wilhelm Matthias Naeff
- Louis Albert Necker
- Blaise Nkufo
Overig
Nationaal Front (Zwitserland)
- Nationale Raad (Zwitserland)
- Nestlé
- Neue Zürcher Zeitung (NZZ)
- Noord-Europees Gasleidingsbedrijf
- Normalnull
- Notre-Dame de Valère
- Novartis

## O
Geografie
Oberalppas
- Oberhasli
- Oberland
- Oberrheintal
- Obertoggenburg
- Obstalden
- Obwalden
- Ofenpas
- Orbe (district)
- Ortsgemeinde
Personen
August Oberhauser
- Hermann Obrecht
- Ulrich Ochsenbein
Overig
Oerkantons
- Olympische Winterspelen 1928
- Olympische Winterspelen 1948
- Oude Eedgenootschap

## P
Geografie
Payerne (district)
- Pfäfers
- Pilatus (berg)
- Piz Badile
- Piz Bernina
- Piz Buin
- Piz Linard
- Porrentruy (district)
- Pragelpas
- Prévondavaux
Personen
Robert Pache
- Paracelsus
- Marco Pascolo
- Louis Perrier
- Peter, Sue & Marc
- Nicole Petignat
- Max Petitpierre
- Jean Piaget
- Marcel Pilet-Golaz
- Aaron Pollitz
- Carla Del Ponte
- Hans Pulver
Overig
Papiliorama
- Parisienne
- Yannick Pelletier
- Perfecta (Courtedoux)
- Pilatusbahn
- Piot Moto
- Politiek in Zwitserland
- Powa

## R
Geografie
Radelfingen
- Rätien (kanton)
- Rapperswil (Bern)
- Reiat
- Reichenbach im Kandertal
- Reichenbachwaterval
- Reuss (rivier)
- Rheinfall
- Rheintal
- Rhône (rivier)
- Rhônegletsjer
- Rigi (berg)
- Rigi Kaltbad
- Rijn
- Rolle (district)
- Rorschach (district)
- Rueyres-les-Prés
- Russy (Fribourg)
- Rüegsau
Personen
Joachim Raff
- Rudolf Ramseyer
- Tariq Ramadan
- Grégory Rast
- Theodor von Reding
- Alberto Regazzoni
- Alexandre Rey
- Adolphe Reymond
- Pascal Richard
- Flavia Rigamonti
- Willy Ritschard
- Frère Roger
- Tony Rominger
- Jonathan Rossini
- Dario Rota
- Kurt Röthlisberger
- Denis de Rougemont
- Jean-Jacques Rousseau
- Rodolphe Rubattel
- Eduard Alexander Rubin
- Marc-Emile Ruchet
- Niki Rüttimann
Overig
Raclette
- Rainy Day
- Referendum in Zwitserland
- Reima
- Reto-Romaans
- Rhätische Bahn
- Roger Barbier
- Rolex
- Ronde van Romandië
- Rösti
- Röstigraben
- RosUkrEnergo
- Royal (Bazel)
- Royal Standard

## S
Geografie
Saane (rivier)
- Saane (district)
- Saastal
- Saint-Aubin
- Saint-Gingolph
- San Bernardinopas
- Sankt Gallen (stad)
- Sankt Gallen (kanton)
- Sankt Gallen (voormalig district)
- Sanetschpas
- Säntis (berg)
- Säntis (kanton)
- Sargans (district)
- Sarine (district)
- Sarnen
- Schaffhausen (stad)
- Schaffhausen (kanton)
- Schaffhausen (district)
- Schüpfen
- Schwanden (Glarus)
- Schwarzenburg (district)
- Schwyz (stad)
- Schwyz (kanton)
- Seedorf (Bern)
- See (Fribourg)
- See (Sankt Gallen)
- See-Gaster
- Seiry
- Sense
- Sévaz
- Seymaz
- Sierre
- Signau (district)
- Sils im Engadin/Segl
- Silvretta
- Simplonpas
- Sion (Zwitserland)
- Sissach (district)
- Solothurn (stad)
- Solothurn (kanton)
- La Sonnaz
- Splügenpas
- Spöl
- St. Moritz
- Stans
- Steckborn (district)
- Surpierre
- Surselva
Personen
Johann Ulrich von Salis-Soglio
- Christoph Sauser
- Ferdinand de Saussure
- Christoph Sauser
- Hans Schaffner
- Karl Scheurer
- Leon Schlumpf
- Paul Schmiedlin
- Samuel Schmid
- Marc Schneider
- Daniel Schnider
- Othmar Schoeck
- Edmund Schulthess
- Nino Schurter
- Annemarie Schwarzenbach
- Pirmin Schwegler
- Ciriaco Sforza
- Xherdan Shaqiri
- Six4one
- Paul Speidel
- Nicola Spirig
- Carl Spitteler
- Johanna Spyri
- Florian Stalder
- Jakob Stämpfli
- Walter Stampfli
- Edmund von Steiger
- Eduard von Steiger
- Prisca Steinegger
- Otto Stich
- Alfonsina Storni
- Paolo Sturzenegger
- Claudio Sulser
- Esther Süss
- Heiri Suter
- Beat Sutter
- Scott Sutter
Overig
Abdij van Sankt Gallen
- Benedictijns klooster Sankt Johann
- Saurer
- Sbarro
- Sbrinz
- Schwalbe (Uster)
- Schweizer Cup
- Schweizerische Bundesbahnen
- Senior (motorfiets)
- Senn Moto-Spezial
- Monika Seps
- Siebnerkonkordat
- Simplontunnel
- Sint-bernard
- SITA
- Slag bij Morgarten
- Slag bij Murten
- Sonderbund
- Spoorwegen 
- Spreuerbrücke 
- Stadler Rail
- Standard (Ludwigsburg)
- Station Brig
- Station Eigergletscher
- Station Jungfraujoch
- Station Kleine Scheidegg
- Station Lausanne
- Station Luzern
- Station Olten
- Station Zürich Oerlikon
- Station Zürich Stadelhofen
- Street Parade
- Swatch
- Swissair
- Swissauto
- Swiss International Air Lines
- Swiss Exchange

## T
Geografie
Tamina (dal)
- Thierstein (district)
- Meer van Thun
- Thur
- Thurgau
- Ticino (kanton)
- Ticino (rivier)
- Titlis
- Tödi
- Trachselwald (district)
Personen
Markus Tanner
- Julien Taramarcaz
- Willem Tell
- Jean Tinguely
- Anita Traversi
- Johann Tschopp
- Mirjam Tschopp
- Hans-Peter Tschudi
Overig
Tagsatzung
- FC Thun
- Lijst van tramsteden in Zwitserland

## U
Geografie
Umbrailpas
- Unterrheintal
- Unterwalden
- Uri (kanton)
- Uster (district)
Personen
Erich Übelhardt
Overig
UBS
- Universal (Willisau)
- Untertorbrücke
- Sascha Urweider

## V
Geografie
Valais
- Val d'Anniviers
- Val Bregalgia
- Val De Moirie
- Val-de-Travers
- Val d'Hérens
- Valle Mesolcina
- Val Müstair
- Valens
- Vallon (Fribourg)
- Valposchiavo
- Vättis
- Vaud
- Versoix
- Vevey (district)
- Vevey (stad)
- Veveyse
- Vierwoudstrekenmeer
- Villeneuve (Fribourg)
- Visp (district)
- Vuissens
Personen
Kaspar Villiger
- David Vitoria
- Alfred Vogel
- Florian Vogel
- Johann Vogel
- Hanspeter Vogt
- Andreas Vollenweider
- Johan Vonlanthen
- Roger Vonlanthen
Overig
Vacherin Fribourgeois
- Vacherin Mont d'Or
- Notre-Dame de Valère
- Veldrijden, nationale kampioenschappen
- Vereinatunnel
- Victorinox
- Vlag van Zwitserland
- Wereldkampioenschap voetbal 1954
- Europees kampioenschap voetbal 2008
- Vorst van Neuchâtel
- Vrede van Westfalen
- Vrijscharen

## W
Geografie
Waldenburg (district)
- Walenmeer
- Wallis (kanton)
- Wasseramt
- Wattwil
- Weggis
- Weisshorn (Wallis)
- Weissmies
- Wengen
- Werdenberg
- Westlich Raron
- Wijnbouw in Zwitserland
- Wil (district)
- Winterthur (district)
- Wissigstock
- Wolfgangpas
Personen
Beat Wabel
- Oliver Waespi
- Robert Walser
- Friedrich von Wattenwyl
- Niklaus Rudolf von Wattenwyl
- Balz Weber
- Thomas Wegmüller
- Steffen Wesemann
- Raphael Wicky
- Ruedi Wild
- Arnold von Winkelried
- Konrad Witz
- Stefan Wolf
- Heinrich Wölfflin
- Paul Wolfisberg
Overig
Waldstätten
- Walser (volk)
- Wielrennen, nationale kampioenschappen
- Woudkantons
- World Economic Forum

## X
Granit Xhaka

## Y
Personen
Hakan Yakin
- Murat Yakin

## Z
Geografie
Zernez
- Zinal
- Zuchwil
- Zofingen (district)
- Zug (stad)
- Zug (kanton)
- Meer van Zug
- Zürich (stad)
- Zürich (district)
- Zürich (kanton)
- Meer van Zürich
- Zwitserland (geografie)
Personen
Steve Zampieri
- Hans-Peter Zaugg
- Oliver Zaugg
- Beat Zberg
- Markus Zberg
- Urs Zimmermann
- Arlette Zola
- Pascal Zuberbühler
- Pietro Zucconi
- Alex Zülle
- Hans-Peter Zwicker
- Huldrych Zwingli
- Marco Zwyssig
Overig
Zedel
- Zehnder
- Zentralbahn
- Zimmerwaldconferentie
- Kampioenschap van Zürich
- Züriputsch
- Zwitserduits
- Zwitserland
- Zwitserland en de Europese Unie
- Zwitserland (overheid)
- Ronde van Zwitserland
- Zwitserse chocolade
- Zwitserland en het Eurovisiesongfestival
- Zwitserse frank
- Zwitserse Garde
- Zwitserse landsknechten
- Zwitserse Psalm
- Zwitser van het Jaar